# Isabelle Härle
Isabelle Härle (Bad Saulgau, 10 de janeiro de 1988) é uma maratonista aquática alemã.

## Carreira

### Rio 2016
Härle competiu nos 10 km feminino nos Jogos Olímpicos de Verão de 2016, ficando na sexta colocação.